# Omne datum optimum

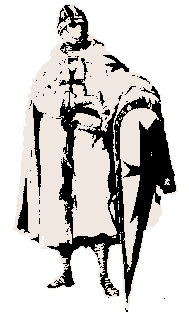
Orden Templaria

La bula Omne datum optimum fue promulgada por el papa Inocencio II el 29 de marzo de 1139 con el objeto de oficializar la creación de la Orden del Temple.
En ella, además de reconocer la regla de la Orden, se concedía a sus miembros el botín conquistado a los sarracenos en Tierra Santa y se les liberaba del pago de los diezmos a los obispados correspondientes, no teniendo que responder de sus actos ante nadie salvo ante el Papa. 
El nombre de esta bula corresponde a las tres primeras palabras del capítulo 1, versículo 17 de la Epístola de Santiago: Omne datum optimum et omne donum perfectum de sursum est, descendens a Patre luminum, apud quem non est transmutatio nec vicissitudinis obumbratio. (Toda buena dádiva y todo don perfecto viene de lo alto, del Padre de las luces, en el cual no hay mudanza ni sombras de variación).
Junto con las bulas Milites Templi y Militia Dei, constituye la base jurídica de la Orden.
- Datos: Q733551